# Aneuclis mongolica
Aneuclis mongolica är en stekelart som beskrevs av Andrey Ivanovich Khalaim 2004. Aneuclis mongolica ingår i släktet Aneuclis och familjen brokparasitsteklar. Inga underarter finns listade i Catalogue of Life.